# Francesco Mottola
Francesco Mottola (* 3. Januar 1901 in Tropea, Königreich Italien; † 29. Juni 1969 in Tropea, Italien) war ein römisch-katholischer Priester der Diözese Tropea und Gründer des Säkularinstituts der Oblaten des Heiligen Herzens. In der katholischen Kirche wird er seit dem 10. Oktober 2021 als Seliger verehrt. Sein Gedenktag ist der 13. Juni.

## Leben
Der junge Francesco wurde am 3. Januar 1901 in Tropea (Catanzaro) in eine adlige aber verarmte Familie hineingeboren und wurde zwei Tage nach seiner Geburt getauft.
Während er in einem religiösen Umfeld aufwuchs, wurde seine Jugend durch den Selbstmord seiner Mutter (1913) dramatisch überschattet. Dieses erschreckende Ereignis hatte einen erheblichen Einfluss auf den Charakter des Jungen, der später zusätzlich durch den frühen Tod eines Bruders (1922) beeinflusst wurde. Trotz dieser Ereignisse entwickelte  Francesco zwar eine Persönlichkeit von unzweifelhafter Lebendigkeit, Intelligenz und poetischem Geist, aber auch mit deutlichen charakterlichen Grenzen: Nervosität, übermäßige Gewissenhaftigkeit, Hyperkritik, Unruhe, Streitsucht und Stolz.
Während seiner Ausbildungs- und Studienzeit konnte er weiter an seiner persönlichen Entwicklung arbeiten. Bei seiner Priesterweihe im Jahr 1924 stellte er sich mit allen seinen Stärken und Schwächen in den Dienst Gottes.
Der junge Priester Francesco Mottola übte seinen seelsorglichen Dienst in vielen Bereichen aus: von der Predigt bis zur Spendung der Sakramente, von der geistlichen Leitung bis zu literarischer und journalistischer Tätigkeit, von der tätigen Nächstenliebe bis zur Organisation von geistlichen und kulturellen Initiativen.
Als er Rektor des diözesanen Priesterseminars wurde, wo er zuvor als Lehrer und geistlicher Begleiter tätig gewesen war, erwies er sich als aufmerksamer und umsichtiger Begleiter der jungen Menschen, vor allem aber als begeisterter Animator, der offen war für die Zeichen der Zeit und der nach neuen Möglichkeiten suchte, das Gute zu tun.
Sein pastoraler Eifer kam auch in verschiedenen apostolischen Initiativen zum Ausdruck. So war er ein überzeugter Verfechter der dringenden Notwendigkeit einer tiefgreifenden spirituellen und kulturellen Erneuerung des Diözesanklerus, die er durch brüderliche Gebets- und Studientreffen förderte, sowie der Notwendigkeit, die Laien in das Apostolat und den Verkündigungsdienst der Kirche einzubeziehen.
Dazu gehörte auch sein Engagement für die Katholische Aktion, seine zahlreichen ehrenamtlichen Initiativen zugunsten von Kranken, Armen, Alten, Ausgegrenzten, Waisen und Enterbten sowie seine verschiedenen Versuche, Formen von Priester- oder Laienvereinigungen zu schaffen, von denen das Säkularinstitut der Oblaten des Heiligen Herzens die wichtigste ist.
Seine Tätigkeit als Dozent, Prediger und Leiter des Priesterseminars von Tropea wurde durch einen Unfall im Jahr 1942 unterbrochen, durch den er eine Lähmung erlitt, die ihn fast vollständig des Sprachgebrauchs beraubte. Sein schlechter Gesundheitszustand fügte ihm in den folgenden siebenundzwanzig Jahren andauernder Krankheit ununterbrochenes Leid zu. Zu den körperlichen Schmerzen gesellten sich moralische Leiden, vor allem durch Neid und Missverständnisse, die seine Seele stark beeinträchtigten.
Im Juni 1968 gelang es ihm, das Säkularinstitut der Familie der Oblaten des Heiligen Herzens durch den Bischof von Nicotera und Tropea, Mgr. Vincenzo De Chiara, auf diözesaner Ebene anerkennen zu lassen.
Francesco Mottola starb am 29. Juni 1969 in seiner Heimatstadt Tropea.

## Seligsprechung
Der Seligsprechungsprozess für Francesco Mottola begann am 15. Oktober 1981 und verlieh ihm wurde der Titel "Diener Gottes" verliehen. Der Prozess, der auf diözesaner Ebene begann, dauerte von 1982 bis 1988 und wurde am 22. Juni 1990 validiert. Die Positio wurde 1994 nach Rom übermittelt. Papst Benedikt XVI. verlieh ihn am 17. Dezember 2007 den Titel "Ehrwürdiger Diener Gottes", nachdem er ihm den heroischen Tugendgrad zuerkannt hatte.
Ein Wunder, das seiner Fürsprache zugeschrieben wird, wurde vom 8. August 2012 bis zum 5. April 2013 untersucht und am 7. März 2014 ratifiziert. Das Wunder wurde am 3. Oktober 2019 offiziell anerkannt und die Seligsprechung sollte ursprünglich am 30. Mai 2020 gefeiert werden. Die COVID-19-Pandemie verzögerte den angekündigten Termin der Seligsprechung, die dann am 10. Oktober 2021 von Kardinal Marcello Semeraro im Auftrag von Papst Franziskus in Tropea gefeiert wurde.

## Gedenktag
Der liturgische Gedenktag ist der 13. Juni.